# Канепи, Харальд-Фридрих
Харальд-Фридрих Канепи (Конопински) (21 февраля 1921, Таллин — 20 июня 1975, Ухта, Коми АССР) — эстонский и советский боксёр, серебряный призёр чемпионатов СССР и Европы в лёгкой весовой категории.

## Биография
Увлёкся боксом в 1931 году под руководством Н. П. Маатсоо в клубе «Спорт» в Таллине. Выступал за клуб «Динамо» (Таллин). Чемпион Эстонии (1939 год) и Эстонской ССР (1940-1941, 1945). В 1945 году был осуждён за шпионаж. Был определён на поселение в Ухте. Работал на Ухтинской ГЭС. Скончался в июле 1975 года.

## Спортивные результаты
- Чемпионат СССР по боксу 1945 года —